# Your Sister's Sister
Your Sister's Sister è un film del 2011 diretto da Lynn Shelton. 
Il film, sceneggiato dallo stesso regista Shelton, narra di una donna che invita il suo migliore amico a rimanere nella sua casa di famiglia dopo la morte di suo fratello. Il film è stato presentato in anteprima l'11 settembre 2011 al Toronto International Film Festival ed è stato distribuito negli Stati Uniti il 15 giugno 2012.

## Trama
Jack, che ha un conflitto emotivo un anno dopo la morte di suo fratello, accetta l'offerta della sua amica (ed ex ragazza di suo fratello) Iris, di stare nel cottage isolato di proprietà del padre, per contemplare e ripristinare il suo spirito. Una volta arrivato lì in traghetto e poi in bicicletta, Jack incontra inaspettatamente la sorella di Iris, Hannah, una lesbica che ha recentemente lasciato la sua compagna e si è trasferita li senza far sapere nulla alla sua famiglia. Anche se inizialmente tenta di cacciarlo come se fosse stato un trasgressore dopo che lui gli ha spiegato la sua relazione con Iris gli permette di rimanere.
Più tardi, quella notte, Jack ha problemi a dormire nel suo piccolo letto e vaga in cucina dove trova Hannah che beve pesantemente. I due bevono insieme e parlano delle loro relazioni. Jack dice a Hannah che è attraente, che la sua partner è pazza a lasciarla andare e, se non fosse lesbica, gli piacerebbe stare con lei. Con grande sorpresa di Jack, Hannah si offre di dormire con lui - forse perché è ubriaca. Con un preservativo fornito da Hannah fanno sesso (che dura molto poco).
Inaspettatamente, Iris arriva da loro la mattina successiva. Iris è sorpresa di trovare Hannah lì e, dopo che si scambiano i saluti, Jack prega privatamente Hannah di mantenere il riservo su ciò che è accaduto. Hannah è confusa dall'angoscia di Jack. Più tardi, quella notte, Iris alla fine dice a sua sorella che si è innamorata di Jack e questo rende Hannah angosciata. Iris, poi, va da Jack, perché nessuno dei due ha sonno, e loro parlano un po' ', poi passano la notte nello stesso letto. La mattina dopo Hannah si mette d'accordo con Jack sul fatto che terrà segreto quello che si sono detti e ciò che hanno fatto.
Nel corso della giornata le conversazioni del trio hanno portato alla luce il perché della rottura tra Hannah e la sua ragazza: il suo desiderio (di Hannah) di avere un figlio. Al che, Iris commenta che Hannah potrebbe semplicemente ottenere l'inseminazione da un donatore per rimanere incinta. Quando Hannah e Iris decidono di andare a fare una passeggiata Jack gli dice che preferirebbe stare alla capanna "per leggere". Durante la loro passeggiata, Hannah, piena di sensi di colpa, confessa a Iris che è andata a letto con Jack, mentre Jack sospettoso esamina il preservativo che hanno usato, scoprendolo perforato. Iris corre di nuovo in casa, con Hannah all'inseguimento.
Iris litiga con Jack per aver fatto sesso con sua sorella, mentre Jack accusa Hannah di averli rubato lo sperma. Hannah confessa riluttante di aver deliberatamente sabotato il preservativo nella speranza di rimanere incinta, ma che non avrebbe mai fatto l'amore con Jack se avesse saputo che Iris era innamorata di lui. Jack è sbalordito da questa notizia e Iris è sbalordita dal fatto che Hannah abbia rivelato la cosa. Iris si scatena e Hannah dice a Jack: "Sono una persona davvero cattiva" per poi andarsene.
Più tardi, quella notte, Jack parla con Iris e si scusa, ma poi lascia la casa, lasciando le sorelle sole per risolvere i loro problemi. Nel giro di un giorno o più, le sorelle si riconciliano gradualmente, con Iris che si offre di aiutare Hannah a crescere il bambino nel caso in cui partorisca; nel frattempo, Jack si accampa in una tenda, poi va in una città vicina dove la sua bicicletta si rompe, portandolo infine a sfogare le sue frustrazioni distruggendola. Jack torna nella casa e dichiara il proprio amore per Iris, offrendosi anche di aiutare Hannah a prendersi cura del suo possibile bambino. Il trio torna in città e la scena finale vede Hannah fare un test di gravidanza a casa con Iris e Jack che si apprestano a vedere il risultato (che non viene svelato allo spettatore).

## Produzione
Il film ha avuto a disposizione un budget di 125.000 dollari americani.
Il film è stato girato in 12 giorni nello stato di San Juan Islands, nello stato di Washington. Rachel Weisz è stata originariamente scelta per interpretare il personaggio di Hannah, ma ha dovuto abbandonare tre giorni prima delle riprese. Rosemarie DeWitt è stata scelta il giorno prima dell'inizio delle riprese. Gli attori hanno in parte improvvisato i loro dialoghi.

## Accoglienza

### Incassi
Il film ha incassato complessivamente 3.2 milioni di dollari americani.

### Critica
Your Sister's Sister ha ricevuto generalmente recensioni positive e ha ottenuto una media di recensioni positive dell'83% su Rotten Tomatoes con una valutazione media di 7 su 10. Il consenso critico recita "Superbamente recitato e soddisfacentemente coinvolgente, Your Sister's Sister sovverte la romocommedy convenzioni con una direzione sensibile, una sceneggiatura non convenzionale e un grande cuore". Il film ha anche un punteggio di 72 su 100 su Metacritic basato su 29 critici il che indica "recensioni generalmente positive".
Peter Travers di Rolling Stone ha descritto il film come: "un trio di straordinarie interpretazioni guida una trama che ruota attorno ai segreti e alle menzogne prima che peggiorino. Your Sister's Sister si fa strada nella tua testa fino a quando non puoi smettere di pensarci".

## Riconoscimenti
- Independent Spirit Award 2013 
  - Candidatura per la miglior attrice non protagonista a Rosemarie DeWitt
- GLAAD Media Awards 2013
  - Candidatura al miglior film della grande distribuzione